# Aspera Hiems Symfonia
Albums de Arcturus
Constellation
(1993) La Masquerade Infernale
(1997)
Aspera Hiems Symfonia est le premier album studio du groupe de black metal symphonique norvégien Arcturus. Il est sorti le 3 juin 1996 sous le label Ancient Lore Creations et a été ré-édité plus tard sous le label Century Media Records.
Le titre de l'album est en latin. Il signifie « la dure symphonie de l'hiver ».
Les paroles de l'album parlent de la culture viking, de la mythologie nordique et de la nature scandinave.
Quatre des titres de cet album sont des titres ré-enregistrés provenant de leur EP intitulé Constellation.

## Musiciens
- Garm : chant
- Carl August Tidemann : guitare
- Skoll : basse
- Steinar Sverd Johnsen : claviers
- Hellhammer : batterie

## Liste des morceaux
| No | Titre                                              | Durée |
| -- | -------------------------------------------------- | ----- |
| 1. | To Those Who Dwellest in the Night                 | 6:46  |
| 2. | Wintry Grey                                        | 4:34  |
| 3. | Whence and Wither Goest The Wind                   | 5:15  |
| 4. | Raudt og Svart                                     | 5:49  |
| 5. | The Bodkin and the Quietus (...To Reach the Stars) | 4:36  |
| 6. | Du Nordavind                                       | 4:00  |
| 7. | Fall of Man                                        | 6:06  |
| 8. | Naar kulda Tar (Frostnettenes Prolog)              | 4:21  |